# قائمة الحوادث في مثلث برمودا
هذه قائمة بالحوادث المنسوبة إلى مثلث برمودا أو ما يُعرف بمثلث الشيطان.

## حوادث الطائرات
- 10 يوليو 1945:

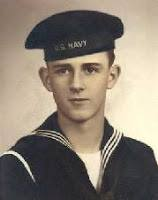
توماس آرثر غارنر

فُقد توماس آرثر غارنر في البحر مع 11 شخصًا من الطاقم، كانوا جميعًا على متن طائرة عمودية من طراز PBS3  السرب VPB2-OUT#3 رقم 6545 التابعة للبحرية الأمريكية في مثلث برمودا، وقد أقلعوا من قاعدة عسكرية في ولاية فلوريدا عند الساعة 7:07 مساءً (تُسمى حاليًا Patrick Air Force Base ) في 9 يوليو 1945، للقيام برحلة تدريبية بالرادار إلى منطقة في جزر الباهاما. كان الرصد الأخير لموقعهم على شاشات الرادار في الساعة 10:16 صباحًا، في 10 يوليو 1945، عند خط عرض/طول 25.22 شمالًا و77.34 غربًا، قرب جزيرة جبلية في أرخبيل سان أندرياس (كولومبيا)، ولم تظهر أي إشارة على الرادار. لاحقًا، أُجري بحث جوي مكثف مدة 10 أيام بواسطة حاملة الطائرات دون التوصل إلى نتيجة.
- 5 ديسمبر 1945:

فقدت الرحلة 19 خمس طائرات قاذفة من طراز (TBF Avengers) مع 14 طيارًا. لاحقًا في اليوم نفسه، فُقدت طائرة من طراز  (PBM Mariner) رقم 59225 وعلى متنها 13 طيارًا في أثناء البحث عن الرحلة 19.
- 3 يوليو 1947:

وفقًا لما جاء في أساطير مثلث الشيطان فإن الطائرة بوينغ بي-29 سوبر فورترس قد فُقِدت قُرب برمودا. أجرى لورنس كونش تحقيقًا ولم يعثر على أي أثر للطائرة. الطائرة المفقودة هي  A B-29 وقد فُقدت في عاصفة قرب ساحل فلوريدا.
- 16 نوفمبر 1949

اختفت طائرة دوغلاس سي-54 سكاي ماستر جوار مثلث برمودا في المحيط الأطلسي، وفُقد اثنان من أفراد الطاقم، وفي 19 نوفمبر 1949، عُثر على 18 ناجيًا على بُعد 600 كيلومتر شمال شرق برمودا.
- 30 يناير 1948:

اختفت طائرة أفرو تيودور (G-AHNP Star Tiger)، وكان على متنها طاقمها المكون من 6 أشخاص، و27 مسافرًا كانوا في طريقهم من مطار سانتا مارينا (جزر الأزور) إلى قاعدة كندلي الجوية في برمودا.
- 28 ديسمبر 1948:

فُقِدت الطائرة دوغلاس دي سي-3 رقم 16002NC مع 3 من أفراد الطاقم و63 مسافرًا كانوا على متنها في رحلتهم من سان خوان - بورتوريكو إلى ميامي- فلوريدا.
- 17 يناير 1949:

اختفت طائرة أفرو تيودور  (G-ARGE Star Ariel) مع 7 من أفراد الطاقم و13 راكبًا كانوا مسافرين من قاعدة كندلي إلى مطار كينجستون في جامايكا.
- 9 نوفمبر 1956:

فُقدت طائرة مارتن مارلين و10 من أفراد من الطاقم بعد الإقلاع من قاعدة برمودا.
- 8 يناير 1962:

فُقِدت طائرة القوات الجوية الأمريكية  كي بي-50 رقم 51-0465 فوق المحيط الاطلسي، بين الساحل الشرقي للولايات المتحدة وجزر الأزور.
- 9 يونيو 1965:

جاءت المكالمة الأخيرة من طائرة سي -119 التابعة لجناح حاملة الجنود 440 المفقودة بين فلوريدا وجزيرة ترك الكبرى من نقطة تقع مباشرةً شمال جزيرة كروكيد- جزر الباهاما، على بعد 280 كيلومترًا من جزيرة ترك الكبرى. عُثر على حطام الطائرة في 18 يوليو 1965على شاطئ غولد روك قبالة الشاطئ الشمالي لجزيرة أكلنز.
- 6 ديسمبر 1965:

فُقِد الجندي إيركوب مع الطيار وراكب آخر، كانوا في طريقهم من لودرديل إلى جزر الباهاما الكبرى.
- 31 أكتوبر 1991:

اختفت إشارة طائرة كوجار من الرادار، التي كان يقودها جون فيردي وبول لوكاريس، ورغم ظهور هذه الحادثة في بعض لوائح الاختفاء في مثلث برمودا، فقد حدثت بالفعل في خليج المكسيك بمحاذاة ساحل لويزيانا، جنوب شرق بحيرة تشارلز.
- 20 يونيو 2005:

اختفت طائرة من طراز بايبر بيه إيه-23 بين جزيرة تريجر وجزر الباهاما وفورت بيرس- فلوريدا، وكان على متنها 3 أشخاص.
- 10 أبريل 2007:

فُقِدت طائرة من طرازPA-46-310P بالقرب من جزيرة بيري بعد أن حلقت في عاصفة رعدية من المستوى السادس وفقدت ارتفاعها. سُجلت حالتا وفاة.
- 23 فبراير 2017:

اضطرت طائرة الخطوط الجوية التركية TK 183 (إيرباص إيه 330-200) إلى تغيير وجهتها من هافانا- كوبا إلى مطار واشنطن دالاس بعد حدوث مشاكل ميكانيكية وكهربية فوق مثلث برمودا.
- 15 مايو 2017:

اختفت طائرة خاصة من طراز MU-2B على ارتفاع 24 ألف قدم، فقد مراقبو الحركة الجوية في ميامي الاتصال بها، عُثر لاحقًا على حطام الطائرة.
- 4 يوليو 2019:

كان الملياردير كريستوفر كلاين (ملك صناعة الفحم) أحد 7 أشخاص لقوا مصرعهم في حادث تحطم مروحية في جزر الباهاما. سقطت المروحية بعد الإقلاع من جزيرة (غراند كاي) بوقت قصير.

## حوادث البحر
- 1492:

في ليلة 11 ديسمبر، أبلغ كريستوفر كولومبوس وطاقم سانتا ماريا عن وجود ضوء مجهول، قبل أيام قليلة من نزولهم في غواناهاني.
- 1800:

اختفت السفينة الأمريكية بيكرنج التي كانت في طريقها من جزر غواديلوب إلى ديلاوير، كان على متنها 90 راكبًا، يُرجح أن ذلك كان بسبب عاصفة.
- 1814:

كان الكاريبي آخر موقع معرف للمركب الشراعي الأمريكي واسب، ربما تسببت عاصفة في ضياعه.
- 1824:

اختفت المدمرة الأمريكية (يو إس إس وايلد كات) في طريقها من كوبا إلى جزر تومبكنز، وكان على متنها 14 شخصًا.
- 1881:

وفق أساطير حوادث السفن، وُجدت السفينة (إيلين أوستن) مهجورةً، وقد أبحر بها الطاقم مع الربان إلى الميناء. حول هذه الحادثة روايتان: إما أن السفينة اختفت في عاصفة، وإما أنها قد عُثِر عليها مجددًا دون طاقمها.
ذَكَر الكاتب لورنس ديفيد كوش في كتابه (حل لغز مثلث برمودا) أنه لم تُذكر أي أخبار عنها في الصحف سنة 1880 أو 1881، لكن المؤلف اقتفى أثر هذه الخرافة في كتاب (ما يقوله المنجم) للكاتب روبرت كولد سنة 1943.
إن حادث سفينة (إيلين أوستن) حدث بالفعل، وذلك وفقًا لقيد تسجيل لويد- لندن الذي يثبت وجود (ميتا)، التي بُنيت سنة 1854 وأُعيد تسميتها (إيلين أوستن) سنة 1880. لم يُسجل ضحايا في هذا الحادث أو في أي حادث سفينة في ذلك العام، ما يرجح احتمالية وجود العديد من المفقودين الذين كانوا على متن السفينة المهجورة التي اختفت فيما بعد. مع ذلك، حددت الاقمار الصناعية موقعًا واحدًا لحادث السفينة المزعوم، الذي ذكره روبرت كولد في الإذاعة في الثلاثينيات، كذلك ذُكرت قصة السفينة في الصحف في يونيو 1906، وتفيد بأن حادث السفينة كان سنة 1891، لكن قصة 1906 لا تشير إلى مكان الحادثة الحقيقي.
- 1918:

غادرت ناقلة الفحم USS Cyplops  من باربادوس في 4 مارس وأختفت وعلى متنها 306 راكبًا كانوا في طريقهم إلى بلتيمور.

## وصلات خارجية
- The Bermuda Triangle: A Selective Bibliography
- United States Coast Guard casualty reports